# Sanguinetto
Sanguinetto is een gemeente in de Italiaanse provincie Verona (regio Veneto) en telt 4009 inwoners (31-12-2004). De oppervlakte bedraagt 13,6 km², de bevolkingsdichtheid is 295 inwoners per km².
De volgende frazioni maken deel uit van de gemeente: Venera.

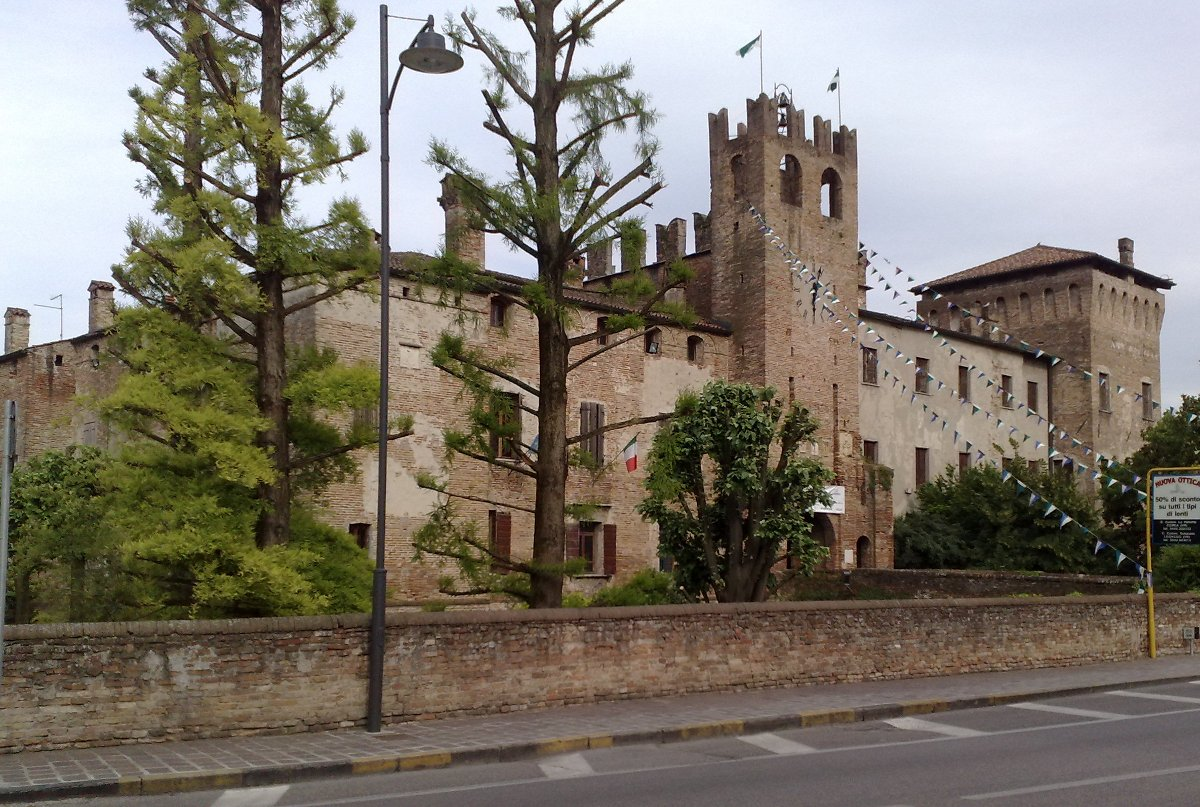
Kasteel van Sanguinetto
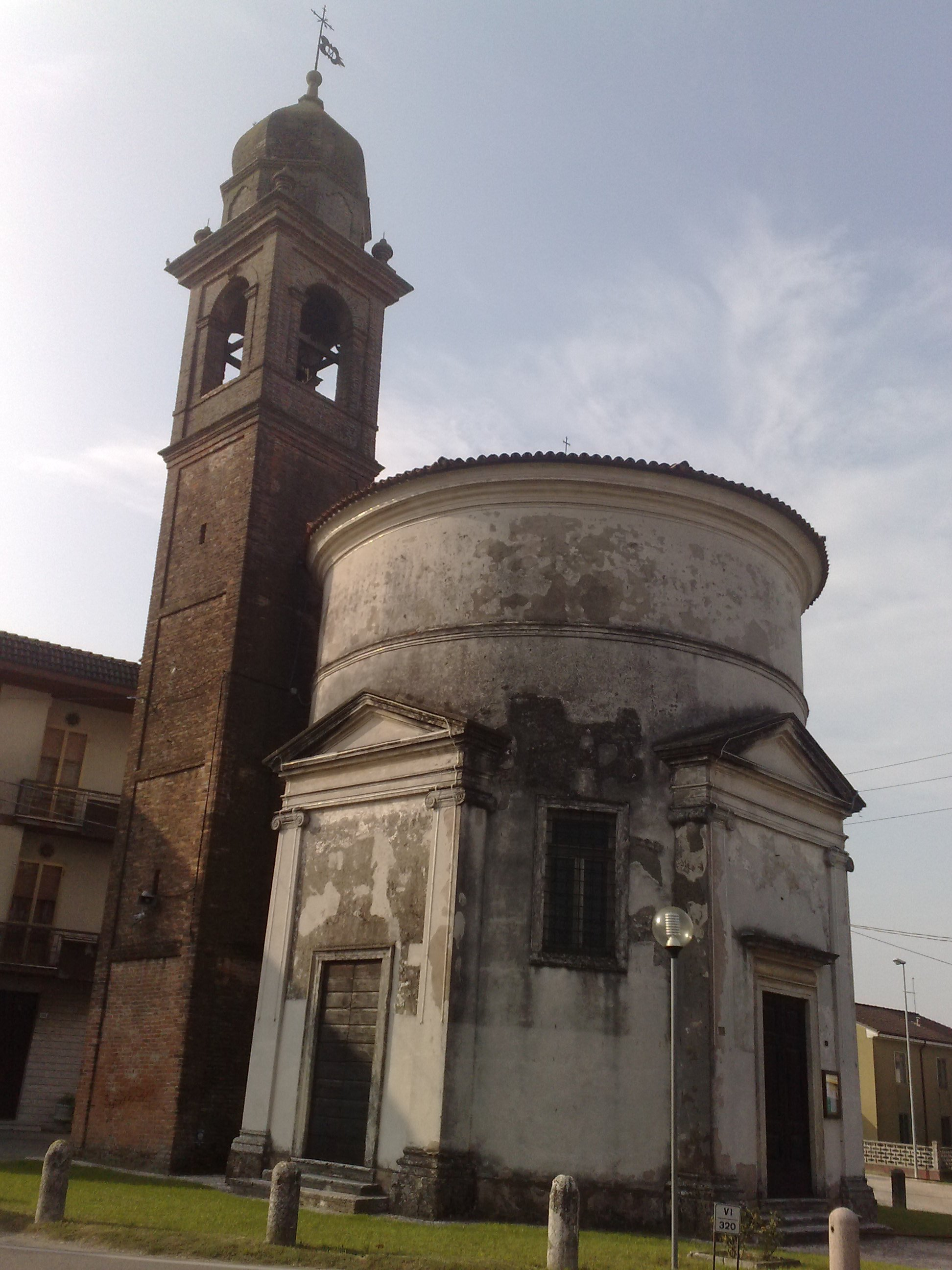
Kerk in Sanguinetto
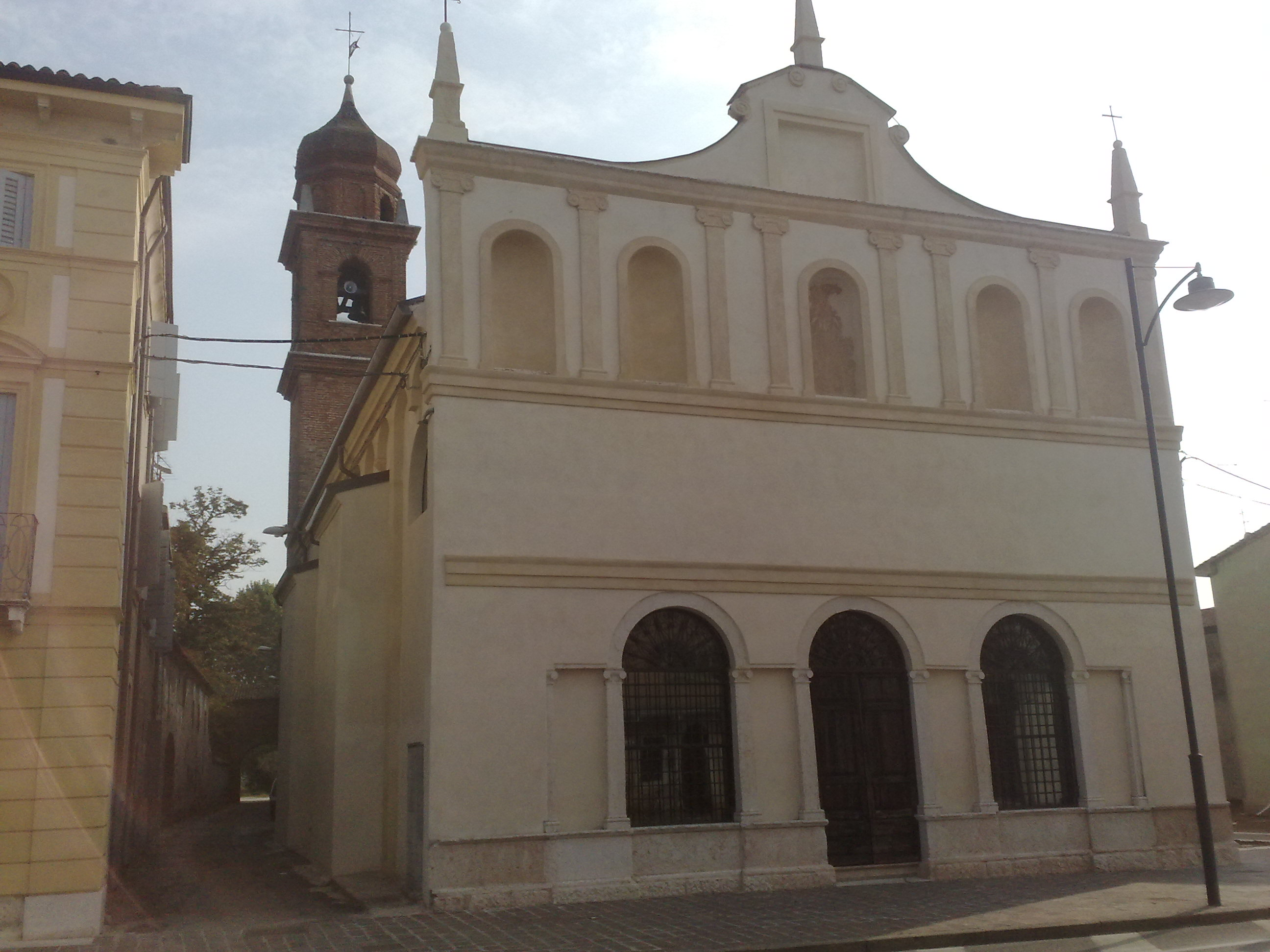
Santa Maria delle Grazie
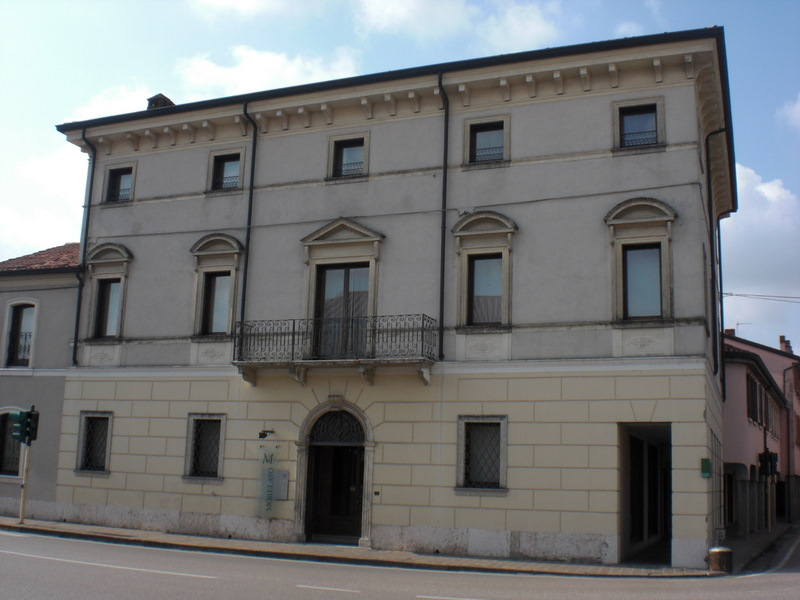
Palazzo Raidelli
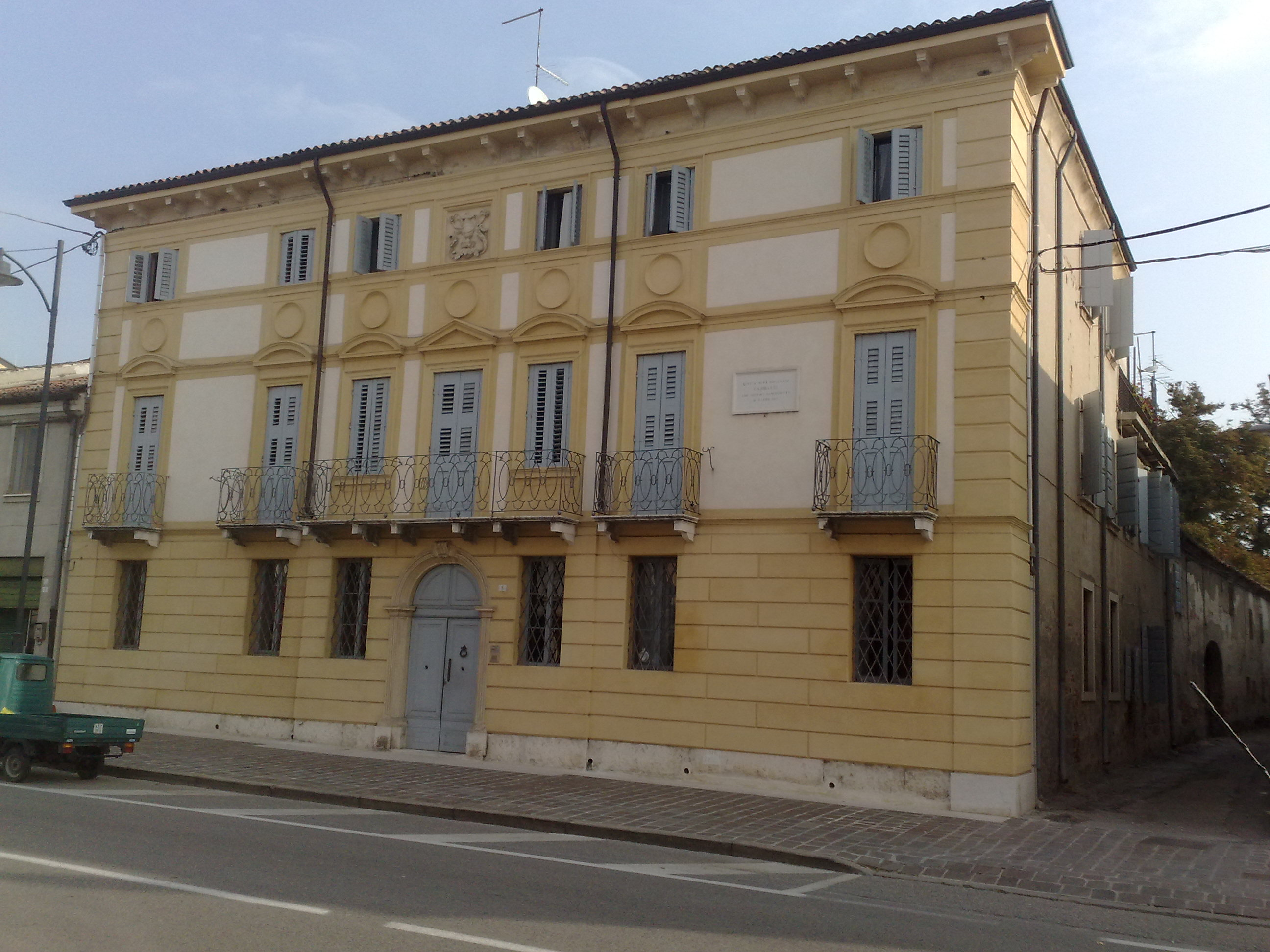
Palazzo Betti

## Demografie
Sanguinetto telt ongeveer 1503 huishoudens. Het aantal inwoners daalde in de periode 1991-2001 met 4,9% volgens cijfers uit de tienjaarlijkse volkstellingen van ISTAT.
| Jaar | Inwoneraantal |
| ---- | ------------- |
| 1991 | 4205          |
| 2001 | 3998          |

## Geografie
De gemeente ligt op ongeveer 19 m boven zeeniveau.
Sanguinetto grenst aan de volgende gemeenten: Casaleone, Cerea, Concamarise, Gazzo Veronese, Nogara, Salizzole.